# V-Model
Il V-model o Modello a V è un modello di sviluppo del software, estensione del modello a cascata. Il modello invece di discendere lungo una linea retta, dopo la fase di programmazione risale con una tipica forma a V. Il modello dimostra la relazione tra ogni fase del ciclo di vita dello sviluppo del software e la sua fase di testing (Collaudo del software).

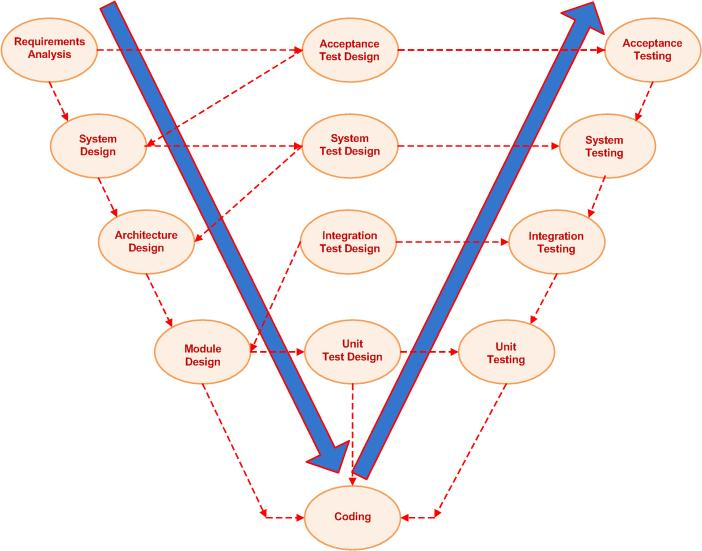
Il modello a V o V-model è un processo di sviluppo software.

Il V-model realizza un metodo ben strutturato, in cui ogni fase è implementabile dalla documentazione dettagliata della fase precedente. Le attività di testing, come il testing della fase di progetto, iniziano già all'inizio del progetto prima della codifica e ciò consente di risparmiare un ampio tempo di progetto.

## Approfondimenti
- Roger S. Pressman:Software Engineering: A Practitioner's Approach, The McGraw-Hill Companies, ISBN 007301933X
- Mark Hoffman & Ted Beaumont: Application Development: Managing the Project Life Cycle, Mc Press, ISBN 1883884454
- Boris Beizer: Software Testing Techniques. Second Edition, International Thomson Computer Press, 1990, ISBN 1-85032-880-3